# Frequency-shift keying

Exempel på binär FSK

Frequency-shift keying (FSK) är en frekvensmodulations teknik där digital information överförs med två olika frekvenser som motsvarar "0" respektive "1".